# Flor (banda)
Flor (estilizado como flor.), es una banda estadounidense originaria de Hood River, en Oregón. Formado en 2014 bajo el nombre de Sunderland, el grupo está compuesto por Zach Grace (voz, guitarra, teclados), Dylan Bauld (bajo) y Kyle Hill (batería).

## Integrantes
Actuales
- Zach Grace – voz principal, guitarra, teclados
- Dylan Bauld – bajo, coros, producción
- Kyle Hill – batería, percusión

Exmiembros
- McKinley Kitts – guitarra, coros (2014–2023)

## Discografía

### Álbumes de estudio
| Título                  | Detalles del álbum |
| ----------------------- | --- |
| come out. you're hiding | - Publicación: 19 de mayo de 2017 (edición estándar); 2 de febrero de 2018 (edición deluxe) - Discográfica: Fueled by Ramen - Formatos: CD, LP, descarga digital |
| ley lines               | - Publicación: 6 de septiembre de 2019 - Discográfica: Fueled by Ramen - Formatos: Descarga digital, LP                                                          |
| Future Shine            | - Publicación: 6 de mayo de 2022 - Discográfica: Fueled by Ramen - Formatos: Descarga digital, CD, casete                                                        |

### EPs
| Título     | Detalles del álbum |
| ---------- | --- |
| sounds     | - Publicación: 10 de febrero de 2015 - Discográfica: Fueled by Ramen - Formatos: Descarga digital                                         |
| reimagined | - Publicación: 7 de febrero de 2020 (parte 1); 15 de julio de 2020 (parte 2) - Discográfica: Fueled by Ramen - Formatos: Descarga digital |

### Sencillos
| Título                                     | Año  | Álbum                   |
| ------------------------------------------ | ---- | ----------------------- |
| "heart"                                    | 2014 | sounds EP               |
| "let me in"                                | 2016 | sounds EP               |
| "still standing still" (feat. Lostboycrow) | 2016 | Sin álbum               |
| "hold on"                                  | 2017 | come out. you're hiding |
| "guarded"                                  | 2017 | come out. you're hiding |
| "overbehind"                               | 2017 | come out. you're hiding |
| "get behind this" (relanzamiento)          | 2018 | Sin álbum               |
| "slow motion"                              | 2019 | ley lines               |
| "dancing around"                           | 2019 | ley lines               |
| "little light one"                         | 2019 | ley lines               |
| "ley lines"                                | 2019 | ley lines               |
| "money"                                    | 2019 | ley lines               |
| "lmho"                                     | 2020 | Sin álbum               |
| "have yourself a merry little christmas"   | 2021 | Sin álbum               |
| "Play Along"                               | 2022 | Future Shine            |
| "Skate"                                    | 2022 | Future Shine            |
| "Big Shot"                                 | 2022 | Future Shine            |
| "Gotta Do Something"                       | 2022 | Future Shine            |
| "Every Night"                              | 2022 | Future Shine            |
| "I Fall Apart" (en vivo)                   | 2022 | Sin álbum               |